# Cantone di Suscal
Il cantone di Suscal è un cantone dell'Ecuador che si trova nella provincia di Cañar.
Il capoluogo del cantone è Suscal.